# 公立宍粟総合病院
公立宍粟総合病院（こうりつしそうそうごうびょういん）は、兵庫県宍粟市にある市立の病院である。

## 沿革
- 1975年（昭和50年）4月1日 - 組合立宍粟郡民病院が開院。
- 1981年（昭和56年）4月 - 公立宍粟郡民病院に改名。
- 1999年（平成11年）4月 - 公立宍粟総合病院に改名。
- 2010年（平成22年）3月 - へき地医療拠点病院に指定。

## 診療科
- 内科
- 外科
- 整形外科
- 小児科
- 眼科
- 泌尿器科
- 皮膚科
- 放射線科
- 耳鼻咽喉科
- 産婦人科
- 精神科
- リハビリテーション科